# Nomada dubia
Nomada dubia är en biart som beskrevs av Eduard Friedrich Eversmann 1852. Nomada dubia ingår i släktet gökbin, och familjen långtungebin. Inga underarter finns listade i Catalogue of Life.